# Operationszone Alpenvorland
Die Operationszone Alpenvorland (OZAV) wurde am 10. September 1943, zwei Tage nach der Kapitulation Italiens, im Rahmen der Implementierung des Falls Achse durch die Heeresgruppe B errichtet. Sie umfasste die italienischen Provinzen Bozen, Trient und Belluno. Am gleichen Tag wurde auch die Operationszone Adriatisches Küstenland (mit den Provinzen Udine, Görz, Triest, Pola, Fiume, Kvarner und Laibach) errichtet. Formell gehörten beide Operationszonen ab dem 23. September zur Repubblica Sociale Italiana, die von Salò am Gardasee die restlichen besetzten Gebiete Italiens regierte. Der italienische Einfluss wurde hier aber zurückgedrängt, was sich auch in der Wiederherstellung der Provinzgrenzen von 1919 und dem Austausch der italienischen Amtsbürgermeister (Podestà) zeigte. Die Bürgermeister wurden durch (deutschsprachige) kommissarische Bürgermeister ersetzt, die aus den ortsansässigen Optanten rekrutiert wurden. In Südtirol, das als de facto an das Reichsgebiet annektiert galt, wurden die deutschen Orts- und Straßennamen neben den italienischen wieder zugelassen. Die Gestapo war im Armeekommando Bozen einquartiert, ein eigenes NS-Sondergericht wurde eingerichtet, das zahlreiche Todesurteile gegen Deserteure verhängte, und vom Sommer 1944 bis Anfang Mai ein von der SS geleitetes Durchgangslager Bozen in Betrieb genommen.
Die Zivilverwaltung in der Operationszone wurde vom Obersten Kommissar Franz Hofer, dem Reichsstatthalter und Gauleiter von Tirol-Vorarlberg, geleitet. Er wurde am 27. September 1943 ernannt und war von Adolf Hitler angewiesen, allein deutsche Interessen bei der Verwaltung zu berücksichtigen und befugt, dafür neue Zivilbehörden einzusetzen. Hofer verbot alle Parteien, ließ aber die italienische Verwaltung bestehen. Nur freie Stellen wurden in Südtirol durch geeignete Vertreter der deutschen Volksgruppe neu besetzt.
Zum Präfekten der Provinz Bozen wurde zunächst „Volksgruppenführer“ Peter Hofer bestellt, der aber schon im Dezember 1943 durch eine Fliegerbombe getötet und durch den ehemaligen Parlamentarier Karl Tinzl ersetzt wurde.
Für den Ordnungsdienst bzw. Polizeiaufgaben wurde unter anderem der SOD (Südtiroler Ordnungsdienst) eingesetzt, der aus der ADO (Arbeitsgemeinschaft der Optanten für Deutschland) hervorgegangen war. Der SOD war auch aktiv an der Verfolgung der Juden (insbesondere in Meran und Bozen) und der „Dableiber“ (Optanten für Italien) (darunter Franz Thaler, Michael Gamper, Friedl Volgger, Alois Puff und Josef Ferrari) beteiligt.
In Bozen bestand ein eigenes Sondergericht, das zahlreiche Todesurteile gegen Wehrdienstverweigerer und politisch Widerständige verhängte. Untergebracht war es in der örtlichen Casa Littoria.
Der zeitweilig eingesetzte Militärbefehlshaber Oberitalien, General der Infanterie Joachim Witthöft, wurde im Oktober 1943 zum Befehlshaber im Sicherungsgebiet Alpenvorland ernannt. Er unterstand dem zivilen Obersten Kommissar der Operationszone nicht. Im Mai 1944 wurde Witthöft an die Adria versetzt, die Aufgaben des Befehlshabers im Operationsgebiet Alpenvorland wurden fortan von der Militärkommandantur Bozen unter Oberst Hans-Wolfgang von Schleinitz wahrgenommen.
Einziges zugelassenes Printmedium während der Besatzungszeit war das offiziöse Bozner Tagblatt.